# Нордполдерзейл
Нордполдерзейл (нід. Noordpolderzijl) — селище в нідерландській провінції Гронінген, на узбережжі Ватового моря. Входить до муніципалітету Гет-Гогеланд.